# فاسيلي تارليف
فاسيلي تارليف (مواليد 6 أكتوبر 1963- ) سياسي مولدوفي، كان رئيس وزراء مولدوفا من 2001 حتى 2008.

## حياته
درس الهندسة وأصبح عضوًا في مجالس اقتصادية متنوعة. بعد الانتخابات البرلمانية المولدوفية عام 2001 ، تم تعيينه رئيسًا للوزراء في 19 أبريل 2001. وهذه هي المرة الأولى منذ عام 1990 التي فاز فيها الشيوعيون في الانتخابات البرلمانية.
تارليف هو بلغاري بيسارابي ولد في مدينة Basarabeasca District [الإنجليزية]، Bașcalia [الإنجليزية].

## رئيس وزراء مولدوفا
شغل تارليف منصب رئيس وزراء مولدوفا من عام 2001 حتى عام 2008، وكان رئيس الوزراء الوحيد الذي فاز بفترتين متتاليتين حتى عام 2017.
استقال في 19 مارس 2008 في خطوة غير متوقعة، قائلاً إنه يريد إفساح المجال لـ «شعب جديد». وافق البرلمان على استقالته في 20 مارس، واقترح الرئيس فلاديمير فورونين زينيدا غريسيانيي خلفا له؛ تمت الموافقة عليها من قبل برلمان مولدوفا في 31 مارس 2008.